# Automobiles Fonck
Die Société des Automobiles René Fonck war ein französischer Hersteller von Automobilen.

## Unternehmensgeschichte
René Fonck gründete 1920 das Unternehmen in Fraisses-Unieux zur Produktion von Automobilen. Der Markenname lautete Fonck, nach einer Quelle René Fonck. Konstrukteure waren Grillot und Gadoux. 1925 endete die Produktion. Insgesamt entstanden etwa 12 Fahrzeuge.

## Fahrzeuge
Das Unternehmen stellte hochwertige Fahrzeuge her. Das erste Fahrzeug verfügte über einen Vierzylindermotor mit 2615 cm³ Hubraum. Daneben stand ein Achtzylindermotor mit 5230 cm³ Hubraum und 100 PS Leistung zur Verfügung. Später standen ein Vierzylindermodell mit 2200 cm³ Hubraum und ein Achtzylindermodell mit 4400 cm³ im Sortiment. Das letztgenannte Modell verfügte über Vierradbremsen. 1923 entstand ein Modell mit einem Sechszylindermotor, 3923 cm³ Hubraum und 80 PS Leistung. Etliche der Motoren verfügten trotz unterschiedlicher Zylinderanzahl über die gleichen Maße von Bohrung und Hub. Als Radstand sind 310 cm für das erste Vierzylindermodell und 360 cm für das erste Achtzylindermodell überliefert. Die Produktionszahlen der einzelnen Modelle wird mit drei bis vier Vierzylindermodelle, etwa sechs Sechszylindermodelle und ein bis zwei Achtzylindermodelle geschätzt.